# Murgrönsbrosking
Murgrönsbrosking (Marasmius epiphylloides) är en svampart som först beskrevs av Rea, och fick sitt nu gällande namn av Sacc. & Trotter 1925. Murgrönsbrosking ingår i släktet Marasmius och familjen Marasmiaceae.  Arten är reproducerande i Sverige. Inga underarter finns listade i Catalogue of Life.